# Georges Chardin Délices
Pour les articles homonymes, voir Chardin.
Georges Chardin Délices, né le 4 mars 1940 à Port-au-Prince, est un footballeur haïtien. Il évoluait au poste d'attaquant.

## Biographie

### Carrière en club
Joueur emblématique de l'Aigle Noir AC, Chardin Delices poursuit sa carrière aux États-Unis, au début des années 1970, au sein de l'Elizabeth SC avec lequel il remporte deux fois la Coupe des États-Unis en 1970 et 1972. 
En 1971, il fait partie du mythique club du New York Cosmos mais ne dispute qu’une seule rencontre, le 16 mai 1971, lorsqu'il entre en cours de jeu contre le Toronto Metros (2-2).

### Carrière en sélection
Auteur de dix buts en dix matchs avec la sélection d'Haïti, Chardin Délices commence fort en marquant un quadruplé contre Cuba, le 28 août 1959, à l'occasion des Jeux panaméricains de Chicago.
En 1961, il participe avec son pays à la Coupe CCCF – ancêtre de la Gold Cup – disputée au Costa Rica où les Grenadiers d'Haïti se hissent à la 4e place.
Buts en sélection
| Buts en sélection de G. Chardin Délices | Buts en sélection de G. Chardin Délices | Buts en sélection de G. Chardin Délices               | Buts en sélection de G. Chardin Délices | Buts en sélection de G. Chardin Délices | Buts en sélection de G. Chardin Délices | Buts en sélection de G. Chardin Délices |
|                                         | Date                                    | Lieu                                                  | Adversaire                              | Score                                   | Résultat                                | Compétition                             |
| --------------------------------------- | --------------------------------------- | ----------------------------------------------------- | --------------------------------------- | --------------------------------------- | --------------------------------------- | --------------------------------------- |
| 1.                                      | 28 août 1959                            | Chicago (États-Unis)                                  | Cuba                                    | 0-1                                     | 2-8                                     | Jeux panaméricains 1959                 |
| 2.                                      | 28 août 1959                            | Chicago (États-Unis)                                  | Cuba                                    | 0-2                                     | 2-8                                     | Jeux panaméricains 1959                 |
| 3.                                      | 28 août 1959                            | Chicago (États-Unis)                                  | Cuba                                    | 1-5                                     | 2-8                                     | Jeux panaméricains 1959                 |
| 4.                                      | 28 août 1959                            | Chicago (États-Unis)                                  | Cuba                                    | 1-6                                     | 2-8                                     | Jeux panaméricains 1959                 |
| 5.                                      | 7 mars 1961                             | Estadio Nacional de Costa Rica, San José (Costa Rica) | Cuba                                    | 0-1                                     | 1-2                                     | Coupe CCCF 1961                         |
| 6.                                      | 9 mars 1961                             | Estadio Nacional de Costa Rica, San José (Costa Rica) | Guatemala                               | 0-1                                     | 1-3                                     | Coupe CCCF 1961                         |
| 7.                                      | 19 mai 1962                             | Sabina Park, Kingston (Jamaïque)                      | Jamaïque                                | 3-3                                     | 3-4                                     | Match amical                            |
| 8.                                      | 19 mai 1962                             | Sabina Park, Kingston (Jamaïque)                      | Jamaïque                                | 3-4                                     | 3-4                                     | Match amical                            |
| 9.                                      | 21 mai 1962                             | Sabina Park, Kingston (Jamaïque)                      | Jamaïque                                | 1-2                                     | 1-3                                     | Match amical                            |
| 10.                                     | 23 mai 1962                             | Sabina Park, Kingston (Jamaïque)                      | Jamaïque                                | 0-2                                     | 2-5                                     | Match amical                            |

## Palmarès

### En club
- Elizabeth SC
  - Vainqueur du National Challenge Cup en 1970 et 1972.